# Hørsholm Idrætspark
Hørsholm Idrætspark er et fodboldstadion i Hørsholm som er hjemsted for byens fodboldklub, Danmarksserieklubben FC Øresund.